# Verwaltungsgliederung Tschechiens

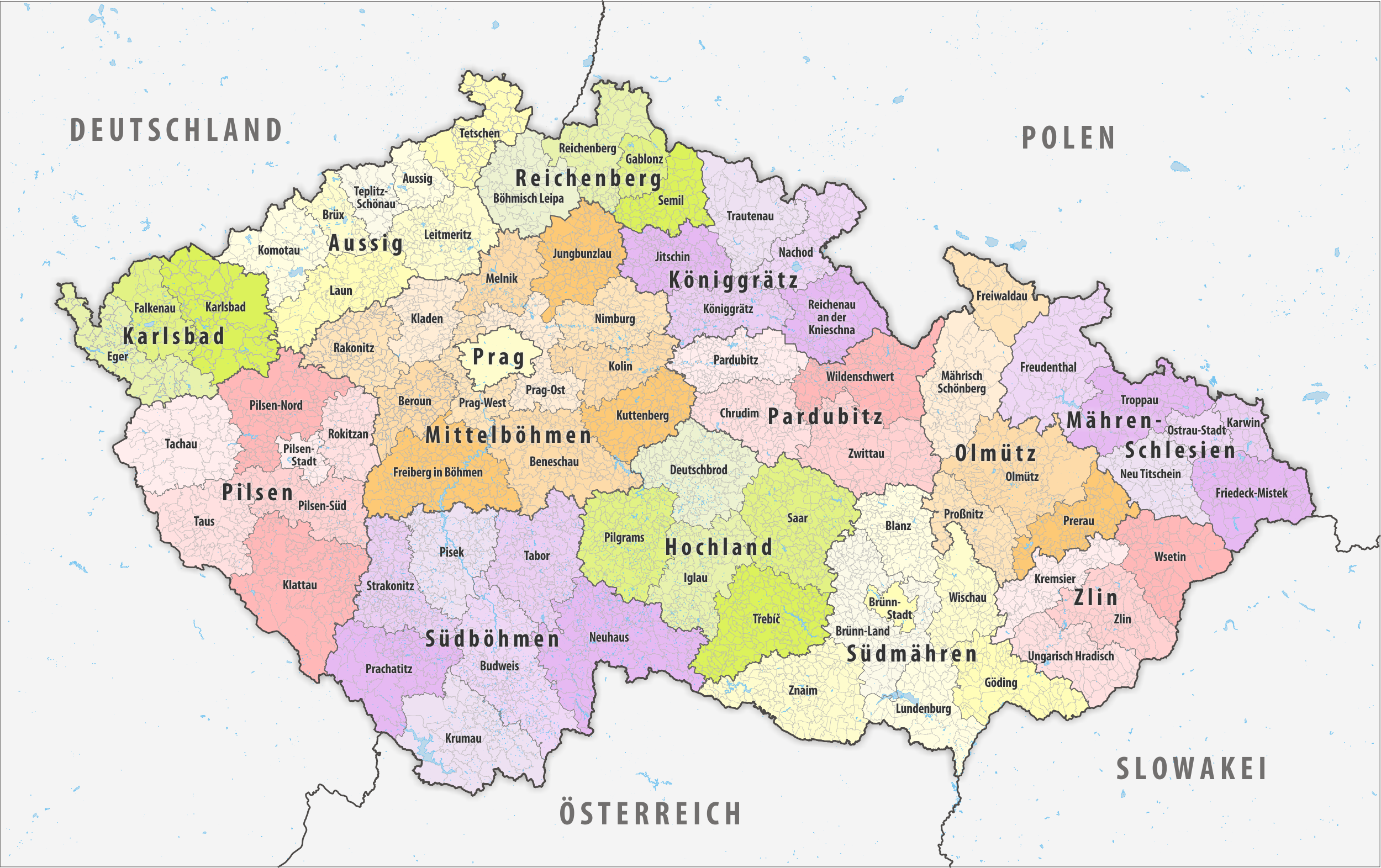
Verwaltungsgliederung Tschechiens

Die Verwaltungsgliederung der Tschechischen Republik bezeichnet die entsprechend der tschechischen Verfassung bestehenden vertikalen administrativen Strukturen. 
Der Artikel 99 der tschechischen Verfassung gliedert die Tschechische Republik in Obce (Gemeinden, Sg.: obec), welche „elementare selbstverwaltende Gebietseinheiten“ sind, und in Kraje (Regionen oder Kreise, Sg.: kraj), welche „höhere selbstverwaltende Gebietseinheiten“ sind. Die höheren selbstverwaltenden Gebietseinheiten wurden durch das Verfassungsgesetz Nr. 347/1997 Sb. und eine Verfassungsänderung zum 1. Januar 2000 errichtet. Es entstanden 14 selbstverwaltende Regionen. Die Grenzen der Regionen wurden durch das Gebiet der Okresy (Sg.: Okres) definiert, die damit als Verwaltungseinheiten aufgelöst wurden (diese spielten bis 2017 aber noch für die Behördengliederung und als LAU-1-Ebene (NUTS:CZ) für die amtliche Statistik eine Rolle).
Die Aufgabenverteilung in der tschechischen öffentlichen Verwaltung folgt einem Modell mit dualistischer Aufgabenstruktur. Aufgaben, die dem Staat zugeordnet sind, werden auf lokaler Ebene von den Kommunen und Regionen wahrgenommen. Die Kommunen und Regionen verfügen so über einen sogenannten eigenen und einen übertragenen Wirkungskreis.

## Regionen
Tschechien wird seit 2000 in 14 höhere selbstverwaltende Gebietseinheiten gegliedert, die als kraj bezeichnet werden. In älterer Literatur wird kraj (slaw. allgemein „Land, Landstrich“) im alt-österreichischen Sinne als „Kreis“ übersetzt (siehe alte Böhmische Kreise, diese waren aber kleiner als die heutigen Kraje), was auch heute noch üblich ist. Als deutsche Übersetzungen kommt weiter „Bezirk“ (d. h. im preußischen Sinne eines Regierungsbezirks, also größer als ein [Land-]Kreis) vor. Heute verwendet man beide Ausdrücke aber für die Untergliederung der Kraje, die Okresy, die schon aus der Monarchiezeit her „(politischer) Bezirk“ hießen. Sinnvoll ist auch der Ausdruck „Region“, den manche Kraje in ihrer deutschsprachigen Selbstdarstellung verwenden. Diese Bezeichnung ist insofern auch ungünstig, da auch die nächstgrößere Gebietseinheit, die Oblasti als NUTS-2-Ebene, als „Region“ eingedeutscht wurden (sie wurden als Regiony [soudržnosti], Kohäsionsregionen, dem Sprachgebrauch der EU-Kohäsionspolitik folgend, eingeführt, heute wird die Bezeichnung Oblast gegeben). Auch die Übersetzung „Landesbezirk“ für Kraj propagiert, die die sprachliche Wurzel zum Ausdruck bringt, findet sich.
Um Verwechslungen auszuschließen, verwendet man auch im Deutschen das Wort Kraj als solches, insbesondere im Eigennamen.

Die Regionen mit Bezug auf die historische Einteilung Tschechiens: Böhmen (grün), Mähren (blau) und Tschechisch-Schlesien (ocker)

Die Regionen üben in erster Linie Tätigkeiten der eigenen Selbstverwaltung aus, zudem von der staatlichen Verwaltung übertragene Aufgaben.
Die Region wird von einem Parlament (zastupitelstvo kraje) verwaltet. Weitere Organe sind der Rat (rada kraje), der Hauptmann (hejtman) und das Amt der Region (krajský úřad). Das Parlament besteht je nach Einwohnerzahl aus 45 bis 55 Vertretern. Es entscheidet in Angelegenheiten des eigenen Wirkungskreises (Selbstverwaltungsaufgaben), in Angelegenheiten der übertragenen staatlichen Verwaltungstätigkeit (Staatsaufgaben) nur, soweit es das Gesetz vorsieht. Der Rat ist das Exekutivorgan der Region und besteht je nach Einwohnerzahl aus neun bis elf Mitgliedern. Mitglieder sind der Hauptmann, sein(e) Stellvertreter und weitere Mitglieder des Rates. Der Rat entscheidet in exekutiven Angelegenheiten der Selbstverwaltungsaufgaben und ist dem Parlament der Region verantwortlich, in Angelegenheiten der übertragenen Staatsaufgaben trifft er Entscheidungen nur, soweit es das Gesetz vorsieht. Der Hauptmann repräsentiert die Region nach außen. Er und seine Stellvertreter werden vom Parlament der Region aus eigenen Reihen gewählt. Das Amt der Region besteht aus dem Direktor und den Mitarbeitern. Es erhält vom Parlament oder vom Rat Aufgaben im Bereich des eigenen Wirkungskreises (Selbstverwaltung) und übt im übertragenen Sinne Staatsaufgaben aus. Der Direktor wird vom Hauptmann mit voriger Billigung des Innenministers ernannt.

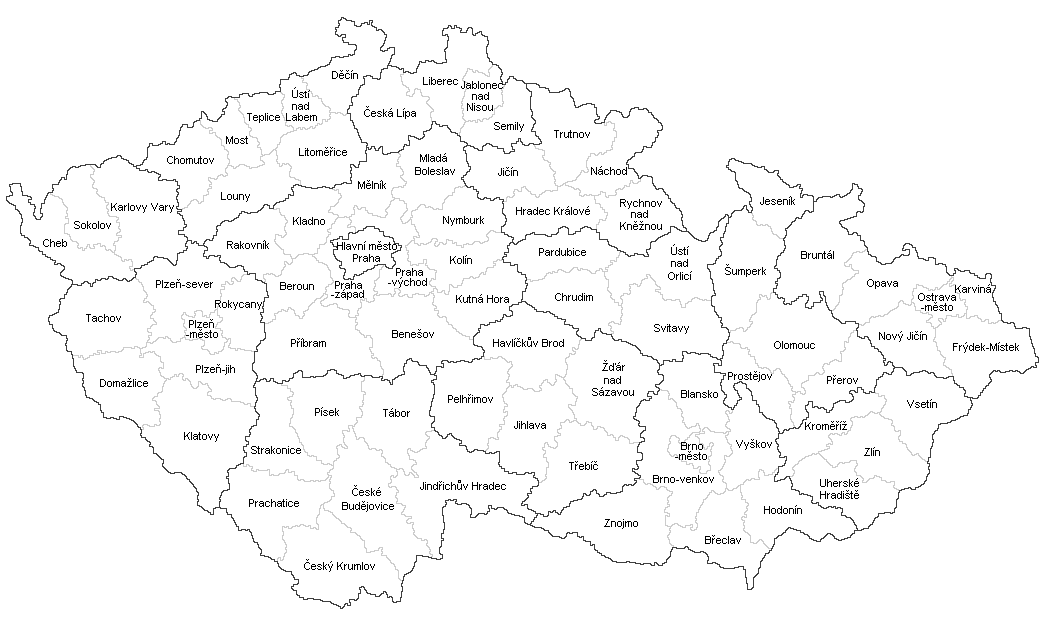
Karte der Okresy

Die Grenzen der Kraje wurden durch die Gebiete der älteren Okresy (Sg. Okres) definiert, die etwa den österreichischen politischen Bezirken und den deutschen Landkreisen entsprechen. Im Gegensatz zu den deutschen Kreisen hatten die Okresy aber keinen autonomen Wirkungsbereich. Okres wird gemäß der österreichischen Verwaltungstradition in Tschechien mit Bezirk übersetzt, heute kommt auch die Übersetzung Kreis vor. Die Okresy sind seit 2003 keine Verwaltungseinheiten mehr. Ihre Kompetenzen wurden teils auf die Regionen, hauptsächlich aber auf die Gemeinden übertragen.
Die Errichtung der Kraje war nach dem Sturz des kommunistischen Regimes im Jahre 1989 politisch umstritten und der heutige Zustand wurde anfangs oft als misslungen angesehen. Kritisiert wurde, dass die Kraje zu klein sind und daher politisch zu schwach. Auch, dass die Grenzen der Kraje nicht mit den historischen Grenzen zwischen Böhmen, Mähren und Tschechisch-Schlesien übereinstimmen. Diese Abgrenzungen sollten angeblich unter anderem auch einem Regionalismus der Mährer vorbeugen, die Anfang der 1990er Jahre zum Teil eine Autonomie forderten.

### Auflistung der Regionen
| Name                                               | Kürzel ∗ | Verwaltungssitz             | Einwohner | Einw. / km² | Fläche (km²) | Gemeinden | Karte |
| -------------------------------------------------- | -------- | --------------------------- | --------- | ----------- | ------------ | --------- | ----- |
| Hlavní město Praha (Hauptstadt Prag)               | PR       | Praha (Prag)                | 1.357.326 | 2.736       | 496,03       | 1         |       |
| Středočeský kraj (Mittelböhmische Region)          | SČ       | Praha (Prag)                | 1.439.391 | 131         | 11.014,73    | 1.146     |       |
| Plzeňský kraj (Pilsner Region)                     | PL       | Plzeň (Pilsen)              | 605.388   | 80          | 7.561,08     | 501       |       |
| Karlovarský kraj (Karlsbader Region)               | KA       | Karlovy Vary (Karlsbad)     | 293.595   | 89          | 3.314,55     | 132       |       |
| Ústecký kraj (Aussiger Region)                     | ÚS       | Ústí nad Labem (Aussig)     | 812.337   | 152         | 5.334,53     | 354       |       |
| Liberecký kraj (Reichenberger Region)              | LI       | Liberec (Reichenberg)       | 449.177   | 142         | 3.162,96     | 215       |       |
| Královéhradecký kraj (Königgrätzer Region)         | KR       | Hradec Králové (Königgrätz) | 555.267   | 117         | 4.758,38     | 448       |       |
| Pardubický kraj (Pardubitzer Region)               | PA       | Pardubice (Pardubitz)       | 528.761   | 117         | 4.518,59     | 451       |       |
| Kraj Vysočina (Region Hochland)                    | VY       | Jihlava (Iglau)             | 514.777   | 76          | 6.795,63     | 704       |       |
| Jihočeský kraj (Südböhmische Region)               | JČ       | České Budějovice (Budweis)  | 652.303   | 65          | 10.056,88    | 623       |       |
| Jihomoravský kraj (Südmährische Region)            | JM       | Brno (Brünn)                | 1.217.200 | 169         | 7.196,3      | 673       |       |
| Olomoucký kraj (Olmützer Region)                   | OL       | Olomouc (Olmütz)            | 631.802   | 120         | 5.266,77     | 398       |       |
| Moravskoslezský kraj (Mährisch-Schlesische Region) | MO       | Ostrava (Ostrau)            | 1.189.674 | 219         | 5.426,98     | 299       |       |
| Zlínský kraj (Zliner Region)                       | ZL       | Zlín (Zlin)                 | 580.531   | 146         | 3.963,54     | 304       |       |

∗  Das übliche Kürzel entspricht dem ISO 3166-Code, letzterer wird aber ohne Sonderzeichen notiert.
Quelle:Český statistický úřad – Die Einwohnerzahlen der tschechischen Regionen und Kreise vom 1. Januar 2023 (PDF; 147 kB)

## Gemeinden
Die Gemeinden (Sg. obec, Pl. obce) sind „elementare selbstverwaltende Gebietseinheiten“. Neben den Selbstverwaltungsaufgaben üben die Gemeinden auch Staatsaufgaben aus. In dieser Hinsicht werden die Gemeinden nach Ausmaß der Ausübung weiter unterschieden. Die Zahl der Gemeinden betrug 6258 zur Volkszählung 2001 und 6249 zum 1. Januar 2009. Sie bilden seit 2017 die die LAU-Ebene der NUTS:CZ-Gliederung.

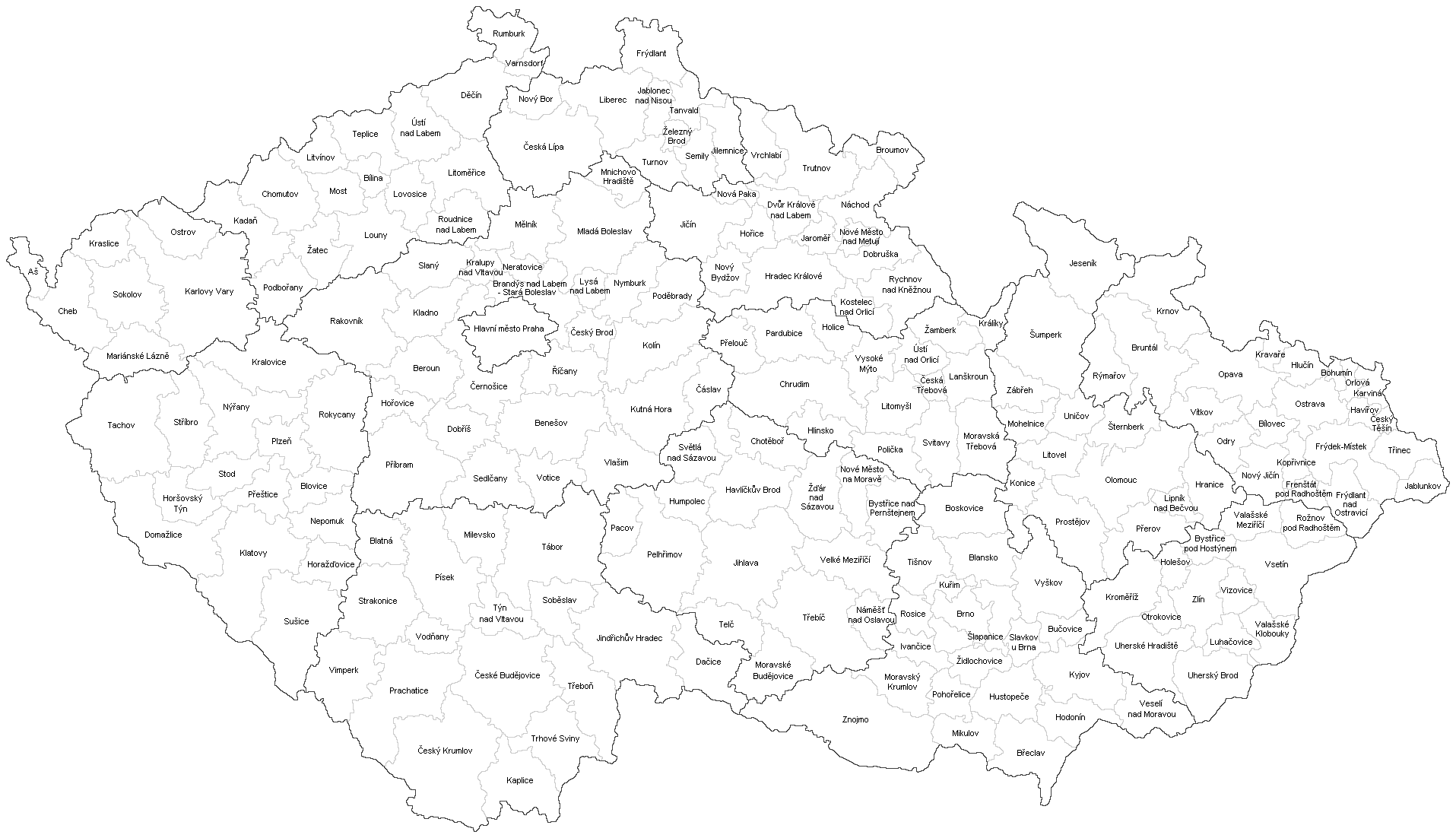
Gemeinden mit erweitertem Wirkungsbereich

Die Gemeinden mit erweitertem Wirkungsbereich (tschechisch obec s rozšířenou působností, Abk. ORP) und Gemeinden mit beauftragtem Gemeindeamt (tschechisch: obec s pověřeným obecním úřadem, Abk. OPOU) bilden die dritte Verwaltungsebene in Tschechien und sind Zwischenglied der übertragenen staatlichen Verwaltungstätigkeit (Wahrnehmung der Staatsaufgaben) zwischen den Regionen (kraj) und den Gemeinden.
Gemeinden mit erweitertem Wirkungsbereich haben gegenüber üblichen Gemeinden mehr Kompetenzen und führen diese auch für andere Gemeinden in einem bestimmten Umkreis aus. Die Anzahl der Gemeinden mit erweitertem Wirkungsbereich beträgt 205. Gemeinden mit beauftragtem Gemeindeamt unterscheiden sich von Gemeinden mit erweitertem Wirkungsbereich durch einen kleineren Wirkungsumkreis und eine kleinere Anzahl der Staatsaufgaben. Anzahl dieser Gemeinden ist 389.
Die Errichtung der Gemeinden mit erweitertem Wirkungsbereich und der Gemeinden mit beauftragtem Gemeindeamt wurde im Gesetz Nr. 314/2002 Sb. beschlossen. Die Zugehörigkeit der Gemeinden zu den beiden Verwaltungseinheiten wurde in der Verordnung des Innenministeriums Nr. 388/2002 Sb. durch namentliche Aufführung festgelegt.
Gemeinden können außerdem die Bezeichnung město (Stadt) oder městys (Markt oder Marktflecken) führen. Siehe Liste der Städte in Tschechien und Liste der Městys in Tschechien.
Unterhalb der Gemeindeebene gibt es noch mehr als 13.000 Katastralgemeinden, die jedoch keine Verwaltungseinheiten, sondern Gemarkungen sind.

## Entstehung der heutigen Verwaltungsgliederung
Die heutige Verwaltungsgliederung Tschechiens entwickelte sich nach der politischen Wende 1989 aus der Verwaltungsgliederung der kommunistischen Tschechoslowakei. Diese Gliederung bestand aus drei Ebenen der Nationalkomitees in den Gemeinden, Bezirken und Kreisen. Die Nationalkomitees wurden ursprünglich als revolutionäre Organe im Zuge der Wiederherstellung des Staates am Ende des Zweiten Weltkriegs gebildet und später mit der kommunistischen Verfassung von 1948 als reguläre Verwaltungsorgane festgelegt. In der Verfassung der ČSSR aus dem Jahre 1960 wurden die Nationalkomitees als Organe verankert, die ausschließlich zur lokalen Ausübung der zentralistischen staatlichen Gewalt dienten und selbst über keine eigene Entscheidungskompetenz verfügten.
Nach der politischen Wende 1989 wurde die öffentliche Verwaltung im Jahre 1990 wieder in die staatliche Verwaltung und die örtliche Selbstverwaltung aufgeteilt. Elementare Einheiten der Selbstverwaltung wurden die Gemeinden. Die Kreisnationalkomitees (krajský národní výbor) wurden abgeschafft, womit die „alten“ Kraje ihre Verwaltungsfunktion verloren (wurden aber nicht aufgelöst). Die Bezirksnationalkomitees (okresní národní výbor) wurden in Bezirksämter (okresní úřad) transformiert. Die Bezirksämter blieben ausführende Organe staatlicher Verwaltung und die Bezirke wurden so nicht zu selbstverwaltenden Gebietseinheiten. Die Abschaffung der „alten“ Kraje als Verwaltungseinheit verstärkte den Einfluss der zentralen staatlichen Behörden. In den folgenden Jahren wurde intensiv über eine Dezentralisierung mittels Einführung einer höheren Selbstverwaltungseinheit diskutiert.
Nach der Auflösung der Tschechoslowakei wurde in der neuen tschechischen Verfassung aus dem Jahre 1992 die Teilung der öffentlichen Verwaltung verankert. Die Verwaltungstätigkeit wurde einerseits direkt vom Staat ausgeübt (Bezirksämter) und andererseits von den Gebietsselbstverwaltungseinheiten (Gemeinden). Durch das Verfassungsgesetz Nr. 347/1997 Sb. wurden höhere selbstverwaltende Gebietseinheiten (vyšší územní samosprávné celky) eingeführt. Zum 1. Januar 2000 entstanden so 14 neue Verwaltungsgebietseinheiten, die ebenfalls als kraj bezeichnet werden, deutsch aber öfter als Region übersetzt. Die Grenzen der neuen Regionen ähneln deutlich der Kreiseinteilung von 1949 bis 1960.
Mit der Einführung der Regionen wurden die Kompetenzen der Bezirksämter (okresní úřad) reduziert. Im Jahre 2003 wurden die Bezirksämter abgeschafft. Ihre Kompetenzen wurden teils den Regionen, hauptsächlich aber den Gemeinden abgetreten. Auf die Regionen und Gemeinden wurde damit auch die Ausübung der staatlichen Verwaltungstätigkeit übertragen.
Die 1960 errichteten sieben Kreise („alte“ Kraje) und die Bezirke (Okresy) existieren als Gebietseinheiten weiter, haben aber keine Verwaltungsfunktion mehr. Die Bezirke werden noch von einigen staatlichen Institutionen (z. B. Gerichten, Staatsanwaltschaften) weiterbenutzt und dienen auch als statistische Einheit. Die Justiz benutzt für ihre Kreisgerichte weiterhin die sieben 1960 errichteten „alten“ Kraje, das Gleiche gilt für die regionalen Behörden der Staatsanwaltschaft. Als überlebender Rest der noch älteren Einteilung in Länder nennen manche Autoren die zwei nebeneinander existierenden oberen Gerichte in Prag (für Böhmen) und in Olomouc (für Mähren).